# Ракович, Францишек
Франци́шек Таде́уш Рако́вич (пол. Franciszek Tadeusz Rakowicz; 4 апреля 1839, с. Голеевко, Пруссия (ныне Равичский повят, Великопольское воеводство, Польша) — 28 августа 1878, Познань) — польский издатель, экономист, общественный деятель, литератор. Доктор медицины.

## Биография
Сын учителя. Изучал медицину в университете Бреслау, затем — в берлинском университете. Там же в 1862 году получил научную степень доктора медицины и хирургии.
В связи с развивавшейся глухотой отказался от медицинской карьеры и занялся журналистикой и публицистикой. В 1863—1866 работал в редакции издания «Познанский ежедневник». С 1866 — в книжном магазине Брокгауза, стажировался в типографиях Лейпцига. Позже, вернувшись в Познань, занялся издательской деятельностью. Переехав в Торунь, организовал в городе первое польское издательство. Подготовил и издал 5 ежегодников-календарей «Польский календарь доктора Раковича», в которых знакомил читателей с правами граждан и основами предпринимательской деятельности в Пруссии, ряд написанных им работ.
В 1867 издавал за свой счёт и редактировал газету «Торуньскую газету».
Активно участвовал в общественной жизни. В 1870 основал в городе «Общество научной помощи польским девушкам». Был одним из инициаторов создания потребительского союза в Торуне, председателем Промышленного общества.
В 1872 первым из поляков был избран в состав городского совета Торуня.

## Творчество
Автор прозаических произведений: «Сатана на исповеди» (пол. Szatan na pokucie, 1868) и «Korol» (1868), экономических исследований: «О чеках или облегчении банковского дела с помощью ассигнаций» (пол. О czekach czyli ułatwieniu interesu depozytowego przez assygnacyje, Познань, 1876), «Kupiec i przemysłowiec jakim varunkom powinien uczynic zadosyć i jakie okolicznośći uwzględnic, gdy zavzmierza się osiedlić» (1877)). Последний его труд «Кредит и банки» (пол. Kredyt i banki) остался неоконченным.

## Память
- Одна из улиц Торуня названа именем Раковича.